# Мали Дол (Комен)
Мали Дол (словен. Mali Dol, итал. Vallepiccola) је насељено место у општини Комен, Обално-Крашка регија, Словенија.

## Историја
До територијалне реорганизације у Словенији био је у саставу старе општине Сежана.

## Становништво
У попису становништва из 2011. године, Мали Дол је имао 38 становника.
| Број становника према пописима | Број становника према пописима | Број становника према пописима |
| ------------------------------ | ------------------------------ | ------------------------------ |
| 1991                           | 2002                           | 2011                           |
| 51                             | 48                             | 38                             |